# Gullappet honningæder
Gullappet honningæder (Anthochaera paradoxa) er en fugl af honningæderfamilien Meliphagidae. På engelsk hedder den yellow wattlebird, men bliver også kaldt long wattlebird og Tasmanian wattlebird. Den findes kun i Tasmanien.

## Taksonomi
Den franske zoolog François Marie Daudin beskrev den gullappede honningæder i 1800 og gav den det latinske navn Corvus paradoxus.
Slægtsnavnet Anthochaera er afledt fra det oldgræske anthos 'blomst' og khairō 'at være glad'. Artsbetegnelsen paradoxa er afledt at det oldgræske paradoxos, som betyder 'mærkelig, extraordinær'.

## Beskrivelse
Gullappet honningæder er den største af honningæderne. Den er typisk 37,5-45 centimeter lang. Hannen vejer i gennemsnit 168 g og hunnen i gennemsnit 123 g, men de største hanner kan veje op til 260 g. Den har navnet efter de gul-orange lapper, som hænger fra kinderne. Lapperne blive lysere i ynglesæsonen. Den gullappede honningæder er en slank fugl med et kort, stærkt næb. Den har et hvidt ansigt med en sortstribet isse, mørke vinger og en gul bug. Brystet er gråt til mørkebrunt. Ungfuglen har meget mindre lapper, et lysere hoved og en mere brun underbug end den voksne fugl.
Gullappet honningæder ligner buskhonningæder og rødlappet honningæder.

## Udbredelse
Den gullappede honningæder er almindelig i Tasmanien, især de østlige og centrale dele af øen. Den er sjælden på King Island, og to mulige observationer på den sydlige Mornington Peninsula i Victoria er tvivlsomme.
Levestederne omfatter både tørre og fugtige skove. Den findes også i buskadser i bjergene og i åbne skovområder, især hvor Banksia er dominerende. Den ses også på golfbaner, i frugtplantager og i haver.

## Adfærd
Den gullappede honningæder er en aktiv og akrobatisk fugl og en god flyver. Den er ret tillidsfuld og søger gerne mad i haver.
Fuglens kald er ofte blevet sammenlignet med en person, der hoster eller bøvser, med en gurglende growk eller en gentagen klok lyd.
Den gule honningæder spiser primært nektar fra eukalyptus og banksia men også frugt, insekter (også honningbier i flugt), edderkopper, honningdug og manna (størknet plantesaft). Den søger føde på jorden såvel som i trætoppene.
Da eukalyptustræer blomstrer uregelmæssigt i både tid og sted, betyder det også, at der er stor variation fra år til år i udbredelsen af ynglende par af den gullappede honningæder. Den største trussel mod fuglen er formentligt også usædvanlige klimabetingelser, som pludseligt kan begrænse adgangen til føde. Den gullappede honningæder kan bestøve eukalyptustræer ved at have pollen i næbbet eller i fjerene på hovedet.

### Yngleforhold
Gullappet honningæder yngler i par og forsvarer aggressivt sit territorium mod andre fugle. Hunnen er alene om at bygge reden, som er stor, åben og tallerkenformet, lavet af kviste og bark, som er tætnet med uld. Indersiden af reden er foret med uld og græs. Reden kan blive op til 13 centimeter høj og findes i træer og buskads. Den gullappede honningæder lægger 2–3 æg, som er lakserøde med rødbrune, lillarøde og gråblå pletter. Begge køn ruger og fodrer ungerne.